# 斯氏光鰓魚
斯氏光鰓魚（學名：Chromis struhsakeri），又稱斯氏光鰓雀鯛，是輻鰭魚綱鱸形目雀鯛科光鰓魚屬的其中一種，分布於中太平洋東部夏威夷群島海域，深度99至302公尺，體長可達13公分，棲息在礁石區，以浮游生物為食，繁殖期時成對出現，雄魚會守護卵直到孵化，生活習性不明。